# Marcelo Ramos Motta
Marcelo Ramos Motta (Rio de Janeiro, 27 de junho de 1931 - Teresópolis, 26 de agosto de 1987) foi um escritor, compositor e cineasta brasileiro. Além disso, foi um thelemita bastante conhecido em seu meio. Ele se interessou pelo ocultismo ainda jovem e se afiliou à AMORC e à FRA de Krumm-Heller. Em 1962, ele voltou para o Brasil e começou a publicar materiais thelêmicos em português. Motta também foi o mentor de Raul Seixas e Paulo Coelho tendo sido também parceiro de composição de Raul, Motta também foi responsável pela vinda de Thelema ao Brasil com suas diversas traduções e ações para promover a Astrum Argentum (A∴ A∴) e a O.T.O. Após sua morte, seus discípulos carregaram seu legado na A∴A∴ e na S.O.T.O. — a influência de Motta ainda é sentida hoje em dia; muitos grupos thelêmicos, tanto nos Estados Unidos quanto no Brasil, alegam herdar de seu trabalho. 
Lançou, em 1973, o filme O Judoka, baseado no personagem homônimo criado por Pedro Anísio e Eduardo Baron. Em 1976, dirigiu A estranha hospedaria dos prazeres.

## Filmografia
- O Judoka (1973) [2]
- A estranha hospedaria dos prazeres (1976)

## Obras publicadas
- Ataque e Defesa Astral
- Carta a um Maçom
- Dos Propósitos Políticos da Ordem
- Moral e Cívica Telêmicas
- Equinócio dos Deuses
- Chamando os Filhos do Sol